# Gmina Choceń
Die Gmina Choceń ist eine Landgemeinde im Powiat Włocławski der Woiwodschaft Kujawien-Pommern in Polen. Ihr Sitz ist das gleichnamige Dorf (deutsch Chocen) mit etwa 1000 Einwohnern. 

## Gliederung
Zur Landgemeinde Choceń gehören 28 Dörfer (deutsche Namen bis 1945) mit einem Schulzenamt:
| - Bodzanowo (1943–1945 Doberstein) - Bodzanówek - Borzymie (1943–1945 Ehrensee) - Borzymowice - Choceń (1939–1942 Chocen, 1943–1945 Ehrstätten) - Czerniewice (1943–1945 Schernhausen) - Grabówka - Janowo (1943–1945 Hansfeld) - Jarantowice (1939–1942 Jarantowize, 1943–1945 Immenau) - Krukowo (1939–1942 Krukowo, 1943–1945 Seehöhe) - Kuźnice (1939–1942 Kuschnize, 1943–1945 Glanzhof) - Lutobórz (1943–1945 Lüttquell) - Niemojewo (1943–1945 Kirschheim) - Olganowo (1939–1942 Olganowo, 1943–1945 Olgenheim) | - Pustki Śmiłowskie - Siewiersk (1943–1945 Nordeck) - Skibice (1939–1942 Skibize, 1943–1945 Furchheim) - Stare Nakonowo (1943–1945 Nackenau) - Szatki (1939–1942 Schatki, 1943–1945 Netztal) - Szczutkowo (1943–1945 Waldsee) - Śmiłowice (1939–1942 Smilowize, 1943–1945 Reihenhausen) - Wichrowice (1939–1942 Wilkowize, 1943–1945 Windhof) - Wilkowice (1939–1942 Jarantowize, 1943–1945 Wölflingen) - Wilkowiczki (1943–1945 Wolfswald) - Wola Nakonowska (1939–1942 Nakonowska-Wola, 1943–1945 Kleinnakel) - Ząbin (1943–1945 Sommen) |

Weitere Ortschaften der Gemeinde sind:
| - Filipki - Gajówka - Jerzewo - Kępka Szlachecka (1943–1945 Büschel) - Lijewo - Łopatki (1939–1942 Lopatki, 1943–1945 Liesental) - Ługowiska (1943–1945 Lugen) | - Nowa Wola - Stefanowo - Szczytno (1943–1945 Schütten) - Świerkowo (1939–1942 Swerkowo, 1943–1945 Zwerchau) - Zakrzewek (1943–1945 Stauen) - Zapust (1943–1945 Sapen) |

## Verkehr
Die Ortschaft Czerniewice hat einen Bahnhof an der Bahnstrecke Kutno–Piła, die Ortschaft Wichrowice lag an der Schmalspurbahn Włocławek–Przystronie.